# Joe Greenwood

a Compétitions nationales et continentales officielles uniquement.

b Matchs officiels uniquement.
Joe Greenwood, né le 2 avril 1993 à Oldham (Angleterre), est un joueur de rugby à XIII anglais évoluant au poste de centre ou de deuxième ligne dans les années 2010. Il fait ses débuts professionnels en Super League à St Helens en 2012. Il y remporte la Super League 2014 sans toutefois prendre part à la finale. En 2017, il rejoint les Titans de Gold Coast en National Rugby League mais retourne en Angleterre en 2018 pour les Warriors de Wigan. En 2018, il est appelé en équipe d'Angleterre.

## Palmarès
- Collectif :
  - Vainqueur de la Super League : 2014[1] (St Helens) et 2018 (Wigan Warriors).
  - Finaliste de la Super League : 2020 (Wigan).

### Détails en sélection
| 1. | 11 novembre 2018 | Nouvelle-Zélande | 0-34 | Test match | Remplaçant | 0 | 0 | - | - |